# Osciel de la Cruz
Osciel de la Cruz Ortega (n. Colima, Colima; 3 de junio de 1998) es un futbolista mexicano. Su posición es Defensa y su actual club es el Dorados de Sinaloa de la Liga de Expansión MX.

## Trayectoria

### Inicios
Empezó su carrera en las fuerzas básicas del Club Santos Laguna, teniendo participación en el equipo Sub-15 esto en el torneo Invierno 2013. Para la siguiente temporada jugó con un equipo de la Tercera División de México llamado Aztecas Arandas, después de tener mucha actividad en dicho equipo, pasó a formar parte de las fuerzas básicas del Chiapas Fútbol Club, en este equipo se mantuvo un poco más de tiempo ya que tuvo actividad con los planteles Sub-17 y Sub-20, aunque nunca logró debutar en el primer equipo.

### Xolos de Tijuana
En el año de 2017 se da su llegada al Club Tijuana, al principio tuvo actividad en el equipo Sub-20 y en el filial que jugaba en la Segunda División de México. Su debut con el primer equipo del club fue un 15 de agosto de 2018 en un partido de Copa MX ante el FC Juárez, correspondiente a la jornada 4 en fase de grupos donde su club terminó ganando por marcador de 3-1.

### Loros de Colima
Para el Apertura 2019 se convirtió en nuevo refuerzo de los Loros de Colima. Su primer partido con el equipo fue un 3 de agosto de 2019, donde terminaron perdiendo 1-2 ante los Venados FC.

### Dorados de Sinaloa
El 16 de enero de 2020 se hace oficial su llegada a los Dorados de Sinaloa de cara al Clausura 2020.

### Cancún FC
El 31 de diciembre de 2021 se da a conocer su llegada al Cancún FC.

### Tepatitlán FC
El 30 de diciembre de 2022 se hace oficial su llegada al Tepatitlán FC. Su primer partido con el club fue el 4 de enero ante Venados FC en liga arrancando como titular y conmpletando todo el encuentro, al final su equipo terminaría cayendo por marcador de 1-0.

## Estadísticas

### Clubes
Actualizado al último partido jugado el 19 de agosto de 2024.
| Xolos de Tijuana · México         | 1.ª                 | 2018-19             | 0   | 0 | 5 | 0 | - | - | 5   | 0 | 0.00 |
| Xolos de Tijuana · México         | Total               | Total               | 0   | 0 | 5 | 0 | 0 | 0 | 5   | 0 | 0.00 |
| Loros de Colima · México          | 2.ª                 | 2019                | 13  | 0 | 0 | 0 | - | - | 13  | 0 | 0.00 |
| Loros de Colima · México          | Total               | Total               | 13  | 0 | 0 | 0 | 0 | 0 | 13  | 0 | 0.00 |
| Dorados de Sinaloa · México       | 2.ª                 | C-2020              | 1   | 0 | 2 | 0 | - | - | 3   | 0 | 0.00 |
| Dorados de Sinaloa · México       | 2.ª                 | A-2020              | 13  | 0 | - | - | - | - | 13  | 0 | 0.00 |
| Dorados de Sinaloa · México       | 2.ª                 | 2024-25             | 1   | 0 | - | - | - | - | 1   | 0 | 0.00 |
| Dorados de Sinaloa · México       | Total               | Total               | 15  | 0 | 2 | 0 | 0 | 0 | 17  | 0 | 0.00 |
| Cancún F. C. · México             | 2.ª                 | C-2022              | 18  | 0 | - | - | - | - | 18  | 0 | 0.00 |
| Cancún F. C. · México             | 2.ª                 | A-2022              | 11  | 0 | - | - | - | - | 11  | 0 | 0.00 |
| Cancún F. C. · México             | Total               | Total               | 29  | 0 | 0 | 0 | 0 | 0 | 29  | 0 | 0.00 |
| Tepatitlán F. C. · México         | 2.ª                 | 2023                | 16  | 0 | - | - | - | - | 16  | 0 | 0.00 |
| Tepatitlán F. C. · México         | 2.ª                 | 2023-24             | 28  | 0 | - | - | - | - | 28  | 0 | 0.00 |
| Tepatitlán F. C. · México         | Total               | Total               | 44  | 0 | 0 | 0 | 0 | 0 | 44  | 0 | 0.00 |
| Total en su carrera               | Total en su carrera | Total en su carrera | 101 | 0 | 7 | 0 | 0 | 0 | 108 | 0 | 0.00 |
| (1) Incluye datos de Copa México. |                     |                     |     |   |   |   |   |   |     |   |      |